# Distrito de Kahoku (Ishikawa)
El distrito de Kahoku (河北郡 Kahoku-gun?) es un distrito localizado en la prefectura de Ishikawa, Japón. En octubre de 2019 tenía una población estimada de 63.413 habitantes y una densidad de población de 484 personas por km². Su área total es de 130,92 km².

## Localidades
- Tsubata
- Uchinada